# 鵜鶘航空
鵜鶘航空（貿易名稱聯邦航空（控股）公司）是一間南非的航空公司。提供定期航班服務。樞紐機場為約翰內斯堡的奧利弗·坦博國際機場。

## 歷史
航空公司成立於2001年，於2001年3月19日開始投入服務。航空公司由PWD Farquhar(67%)和JF Pienaar (33%)擁有。有19名員工。

## 目的地
鵜鶘航空有以下目的地
- 南非
  - 約翰內斯堡(奧利弗·坦博國際機場)
  - 克魯格國家公園(克魯格姆普馬蘭加國際機場)
- 莫桑比克
  - Vilankulo(Vilankulo Airport)

## 飛機
鵜鶘航空有以下飛機(2006年8月)
- 1 ATR 42-300

## 外部連結
- 鵜鶘航空 （页面存档备份，存于）

## 備註
1. 1 2  . 國際飛行. 2007-04-10: 62.
2. ↑  .   [2009-03-28]. （原始内容存档于2009-09-06）.
3. ↑  國際飛行,2006年10月3-6日